# 미나모토노 요시쓰네
미나모토노 요시쓰네(일본어: 源 義経, 1159년 ~ 1189년)는 일본 헤이안 시대 말기, 가마쿠라 시대 초기의 무장으로 일본인들에게 비교적 인기있는 비극적 영웅이다. 미나모토노 요시토모의 9남이며, 가마쿠라 막부의 초대 쇼군인 미나모토노 요리토모의 이복동생이다. 아명은 우시와카마루(牛若丸)이다.
아버지 요시토모 사후 생모인 도키와 고젠과 피신하였으나 그의 외조모가 다이라노 기요모리에게 붙잡히자 도키와는 기요모리에게 투항했다. 이후 이복 형 요리토모가 극적으로 재기하여 거병하자 그 휘하에서 활약하였다. 헤이케의 패배 후 형 요리토모와 갈등하던 도중 쫓겨나 결국 히라이즈미에서 자살하게 된다.

## 생애

### 탄생
요시쓰네는 헤이지(平治) 원년(1159년), 헤이지의 난(平治の乱)이 한창이던 중에, 가와치 겐지의 도료(棟樑) 미나모토노 요시토모의 아홉째 아들로 태어났다. 어머니 도키와 고젠은 구조노인(九條院)에서 일하던 하급 궁인이었다고 한다.
아버지인 요시토모는 다이라노 기요모리와의 싸움에서 수세에 몰려, 장남 요시히라ㆍ차남 도모나가ㆍ3남 요리토모와 함께 오와리국으로 도망치던 중에 가신의 배반으로 살해되었다. 이때 우시와카(요시쓰네)의 나이는 두 살이었다. 도키와는 우시와카와 다른 두 아들을 데리고 야마토국의 산으로 몸을 숨겼다. 하지만 자신의 어머니가 기요모리에게 붙잡힌 것을 알자 자식들과 함께 기요모리 앞에 출두했고, 자식들은 자라서 출가한다는 조건으로 목숨을 건졌다. 이후 도키와는 기요모리의 첩이 되었다가 다시 공가(公家) 이치조 나가나리(一条長成)에게 보내져 그와 혼인하였다.

### 유년기와 소년기
11살 때에 우시와카마루는 교토 근교의 구라마사(鞍馬寺)에 맡겨졌고 자신의 이름을 샤나오(遮那王)라 하였다. 이후 자신의 출생의 비밀을 알고, 스님이 되는 것을 거부하고 구라마사를 떠나 스스로 원복을 행한 뒤, 오슈의 대호족 후지와라노 히데히라를 찾아간다.
요시쓰네가 오슈로 가게 된 데에는 히데히라의 장인이자 정치자문이었던 후지와라노 모토나리(藤原基成)가 어머니 도키와의 남편이었던 이치조 나가나리의 종모제(從兄弟)의 아들이었던 인연으로 그 연줄을 따랐을 가능성이 높다. 원복을 올린 장소에 대해서는 《헤이지모노가타리(平治物語)》에는 오미 국 가모군(蒲生郡)의 카가미노슈쿠(鏡の宿), 《기케이키(義経記)》에는 아버지 요시토모가 최후를 맞은 땅인 오와리 국에서 원복을 올렸다고 했으며, 이름은 겐지 연고의 돌림자인 '요시(義)'에 세이와 겐지의 시조인 쓰네모토왕(經基王, 미나모토노 쓰네모토)의 '쓰네(經)'를 더해 '요시쓰네(義經)'로 삼게 되었다고 한다.

### 지쇼ㆍ주에이의 난
지쇼 4년(1180년) 8월 17일에 이복형인 미나모토노 요리토모가 이즈에서 군사를 일으킨다는 소식을 듣고 오슈를 떠나 그 휘하에 참여하였다. 이때 히데히라는 요시쓰네가 떠나는 것을 극구 말렸으나 요시쓰네는 끝내 몰래 오슈를 빠져나왔고, 히데히라는 사토 쓰구노부(佐藤繼信)ㆍ다다노부(忠信) 형제 등 수십 기를 붙여주어 함께 가도록 했다고 한다. 한편 후지(富士) 강의 싸움에서 승리한 뒤 요리토모는 기세 강에 진을 치고 있었는데(지금의 시즈오카 현), 이곳에서 요시쓰네는 요리토모를 처음으로 만났고, 이후 요리토모는 다른 동생인 미나모토노 노리요리(源範賴)와 요시쓰네 두 사람에게 군권을 맡겨 헤이케 토벌에 나서게 한 뒤, 요리토모 자신은 동쪽을 다스리는 데 전념하게 된다.
1181년 기요모리가 죽은 뒤 헤이케는 점차 기울기 시작했고, 각지에서 일어나는 겐지들의 반헤이케 거병에 밀린 헤이케는 결국 교토를 떠나 본거지인 서쪽으로 낙향하기에 이르렀고, 이때 안토쿠 천황과 삼종신기를 함께 가지고 가버린다. 주에이 2년(1183년) 7월에 기소 요시나카(木曾義仲, 미나모토노 요시나카)가 헤이시를 교토에서 몰아내고 가장 먼저 교토에 들어간다. 하지만 고시라카와 법황은 헤이시 추토의 공적을 논하면서 1등을 요리토모로 두고 요시나카를 2등으로 두는 등 요시나카를 낮게 평가하면서, 거꾸로 요리토모가 교토로 들어와주기를 기대하였다. 8월 14일에 요시나카는 후계 천황으로서 자신이 직접 옹립한 호쿠리쿠노미야(北陸宮)를 천거하지만 고시라카와 법황은 이에 격노하고, 요시나카를 제치고 요리토모에게 선지를 내려(주에이 2년 10월의 선지) 요리토모에게 간토 지역의 지배권을 인정해주기에 이르면서 양자간의 대립은 격화된다. 요리토모는 윤10월 5일에 가마쿠라를 떠났지만, 다이라노 요리모리로부터 교토의 심각한 식량부족 상황을 전해듣고 교토로 가는 것을 중지하고, 대신 요시쓰네와 나카하라노 지카요시(中原親能)를 대관으로서 교토에 보냈다. 당시 구교였던 구조 사다자네의 일기 《교쿠요》윤 10월 17일조에는 "'요리토모의 아우인 구로(九郞)'라는 자가 대장군으로서 수만의 군병을 거느리고 교토로 왔다"고 하면서, 구로에 대해서 "이름은 모르겠다"고 적었다. 이것이 귀족의 일기에 요시쓰네가 처음으로 등장하는 사례이다.
요시쓰네와 지카요시는 11월에 오미 국에 이르렀는데, 그 군세는 5,6백 기에 달하는 것으로서 모두 다 데리고 교토로 가는 것은 어려웠다. 그 사이 요시나카와 법황 사이에 무력 충돌이 발발하여, 요시나카가 법황군이 있던 법주사전을 쳐서 법황을 유폐하는 지경까지 이르렀다. 이세국에서 법황의 북면무사였던 오에노 기미토모(大江公朝)로부터 교토의 소식을 전해들은 요시쓰네는 다급히 사태의 급변을 요리토모에게 보고하는 한편, 스스로 이세 국 사람들이나 이즈미노카미(和泉守) 다이라노 노부카네(平信兼)와 연계하여 병력 증강에 힘썼다. 요시쓰네의 노토(郎党)로 꼽히는 이세노 요시모리(伊勢義盛)도 이세의 재지무사로서 이때 요시쓰네를 따랐을 것으로 보인다. 이듬해인 주에이 3년(1184년) 정월에 노리요리가 도고쿠에서 원병을 거느리고 와서 요시쓰네와 합류하고, 20일에 노리요리군은 오미국 세타에서, 요시쓰네군은 야마시로국 다와라(田原)에서 총공격을 개시했다. 그리고 우지 강의 싸움에서 요시나카의 부하 장수 시다 요시히로(志田義廣)의 군세를 쳐부수고 교토로 들어왔다. 도망친 요시나카는 구리쓰(粟津)의 싸움에서 전사했다.
그 사이 헤이시는 힘을 회복하여 후쿠하라(福原, 지금의 효고현 고베시)까지 진출했고 요시쓰네는 노리요리와 함께 헤이시 추토의 명을 받는다. 2월 4일에 요시쓰네는 익수군을 거느리고 하리마 국을 돌아 미쿠사(三草) 산에서 다이라노 스케모리(平資盛) 등의 헤이시군에 야습을 감행해 쳐부수고, 노리요리도 대수군을 거느리고 출정했다. 사흘 뒤인 7일에는 이치노타니(一ノ谷) 싸움에서 정병 70기로 히요도리고에(鵯越)의 험준한 비탈을 따라 내려와 헤이시 본진을 기습한다. 혼란에 빠진 헤이시군은 그대로 무너지고 가마쿠라군은 대승을 거두었다. 교토에 들어올 무렵만 해도 이름조차 제대로 알려져 있지 않았던 요시쓰네는 요시나카 추토나 이 이치노타니 싸움에서의 활약으로 역사의 무대에 화려하게 등장하게 된다.

### 난의 종결과 교토 체류 시절
이치노타니 싸움 이후 노리요리는 가마쿠라로 돌아가고, 요시쓰네는 교토에 남아 교토의 치안 유지에 힘쓰면서 기나이 지역의 재지무사들의 조직화와 같은 지방군정을 행했으며, 지샤 소유의 영지 다툼이나 민정에도 관여했다. 겐랴쿠 원년(1184년) 6월에 조정은 요리토모의 천거를 받은 노리요리 등 겐지 무장 3인의 지방관 임명을 행했지만, 요시쓰네는 여기에서 빠져 있었다. 이후 요시쓰네는 헤이시 추토를 위해 서쪽으로 떠날 예정이었으나, 8월 6일에 다이라노 노부카네가 일으킨 '3일의 헤이시의 난'이 터지는 바람에 출정하지 못했고, 대신 노리요리가 서쪽 출진을 맡게 되었다. 8월에 노리요리는 대군을 거느리고 산요도로 진군해 규슈로 향했고 이 무렵 요시쓰네는 3일의 헤이시의 난의 후처리에 정신이 없었다. 이 와중인 8월 6일에 고시라카와 법황으로부터 사에몬쇼이(左衛門少尉)ㆍ게비이시(檢非違使)에 임명되었다. 9월에 요시쓰네는 요리토모의 주선으로 가와고에 시게요리(河越重賴)의 딸인 사토 고젠(鄕御前)을 정실로 맞이했다.
한편 노리요리의 원정군은 군량이나 병선 조달에도 어려움을 겪는 등 진군이 정체되고 있었다. 이에 요시쓰네는 고시라카와 법황에게 서쪽 출진을 허락해줄 것을 요청해 허락을 얻었다. 겐랴쿠 2년(1185년) 2월에 새로운 군을 편성한 요시쓰네는 폭우를 뚫고 소수의 배만으로 출격, 보통 사흘이 걸리는 거리를 불과 몇 시간만에 주파하여 시코쿠 사누키국의 세토나이카이에 있던 헤이시의 거점 야시마(屋島)를 기습한다. 산이며 민가까지 불태워버리면서 소수의 군사를 대군으로 부풀려 보이게 하는 작전이었고, 겁을 먹은 헤이시는 도망쳐버렸다. 노리요리도 규슈 도해에 성공하여, 헤이시 최후의 거점이었던 나가토 국 히코시마의 배후를 차단했다. 요시쓰네는 수군을 편성해 히코시마로 진격했는데, 음력 3월 24일에 단노우라(壇ノ浦)의 싸움에서 승리하여 헤이시를 멸망시켰다. 숙원을 이룬 요시쓰네에게 전승을 치하하는 법황의 칙사가 당도했고, 이치노타니나 야시마 등지에서의 공훈자로서 헤이시로부터 빼앗은 삼종신기(검은 물속에 가라앉아버렸다)를 받들고 4월 24일에 교토로 개선한다.

### 요리토모와의 대립
이후 형 요리토모와의 사이가 벌어져 쫓기는 신세가 되고 마침내 조정으로부터 조적으로 몰리게 된다.
겐랴쿠 2년(1185년) 4월 15일, 요리토모는 자신의 허락도 받지 않고 조정으로부터 무단으로 임관받은 간토의 무사들에게 교토에서의 임무 수행을 명함으로써 사실상 그들의 도고쿠 귀환을 금지했다. 또한 4월 21일 헤이시 추토에서 사무라이도코로의 쇼시(所司)로서 요시쓰네의 보좌를 맡았던 가지와라노 가게토키로부터 "요시쓰네는 시종 추토의 공을 자기에게만 돌리고 있습니다."라 적은 서신이 요리토모에게 이르렀다.
한편 요시쓰네는 앞서의 요리토모의 명에 불복해 단노우라에서 잡은 다이라노 무네모리(平宗盛)ㆍ기요무네(淸宗) 부자를 데리고 5월 7일에 교토를 떠나 가마쿠라로 개선하려 했다. 그러나 요시쓰네에게 불신을 품은 요리토모는 무네모리 부자만을 가마쿠라에 들였을 뿐, 요시쓰네는 가마쿠라에 들어오지 못하게 했다. 이 때 가마쿠라 교외의 야마우치 장(山內莊) 고시고에(腰越, 현 카마쿠라시) 만푸쿠사에 유치된 요시쓰네는 5월 24일, 형 요리토모에게 자신에게는 반역의 뜻이 전혀 없음을 호소하는 서신을 요리토모의 측근 오에노 히로모토를 통해 요리토모에게 보냈다. 유명한 고시고에 장(腰越狀)이다.
요시쓰네가 요리토모의 분노를 산 원인은 《아즈마카가미》의 설명대로라면 허가없이 관위를 받은 것 외에도 헤이시 추토에서 군감으로서 요리토모를 섬기던 가지와라노 가게토키의 의견을 듣지 않고 독단으로 일을 진행시킨 것, 단노우라 전투 이후 노리요리의 관할인 규슈에 대한 월권 행위, 휘하의 도고쿠 무사들에게는 사소한 잘못도 놓치지 않고 심하게 책망하며, 요리토모를 거치지 않고 마음대로 성패하여 무사들의 미움을 사는 등의 잦은 독단적 행동 때문이었다. 주로 사이고쿠 무사들을 인솔해 헤이시를 멸한 요시쓰네의 많은 전공은, 은상을 바라고 요리토모를 따랐던 도고쿠 무사들이 전공을 세워 은상을 받을 기회를 빼앗는 결과를 초래했고, 당시 가마쿠라 정권의 기반이었던 도고쿠 고케닌들의 불만을 사게 되었다.
그 중에서도 특히 요리토모의 허가도 없이 관위를 받았다는 사실은 아직 관위를 수여받을 지위가 되지 못했던 요리토모의 존재를 뿌리부터 흔드는 것이었다. 또한 단노우라에서 요시쓰네의 성급한 공격으로 안토쿠 천황이나 니이노 아마를 자살로 몰아가고 조정과의 거래 재료로도 써먹을 수 있었던 보검(삼종신기의 하나)을 잃어버린 일은 요리토모의 전후 구상에 차질이 빚어지게 했다.
그리고 요시쓰네의 군사적 재능과 덕망이 법황의 신용을 사고 또 무사들의 인심을 모으는 것은 무가 정권 확립을 목표로 하는 요리토모에게는 위협적인 것이었다. 요시쓰네는 단노우라에서 개선한 뒤 일찍이 헤이시가 독점해왔던, 인세이의 군사적 뒷받침로서 기능해온 인노미큐시(院御厩司)에 보임되었을 뿐 아니라 헤이시의 포로인 다이라노 도키타다의 딸 와라비히메(蕨姫)를 아내로 맞이했다. 한때 헤이시가 지녔던 전통적 지위를 요시쓰네가 이어받으려 한, 혹은 고시라카와인이 그에게 잇도록 하려는 움직임은 요리토모가 용인할 수 있는 것이 아니었다.
결국 요시쓰네는 가마쿠라에 들어오지 못했고, 6월 9일에 요리토모는 요시쓰네에게 무네모리 부자와 다이라노 시게히라를 데리고 교토로 돌아갈 것을 명했다. 요리토모를 깊이 원망하게 된 요시쓰네는 "간토에 불만을 품은 자가 있거든 요시쓰네에게로 오라"고 말해버렸다. 이를 들은 요리토모는 요시쓰네의 영지를 죄다 몰수했다. 요시쓰네는 오미 국에서 무네모리 부자를 참수하고, 시게히라를 앞서 시게히라 자신이 직접 불태웠던 도다이사에 보냈다. 이 와중인 8월 16일에 이루어진 지모쿠에서 이른바 겐지 6인의 서위 임관에서 요시쓰네는 이요노카미를 겸임하게 된다. 한편 9월에 이르러, 요리토모는 교토의 로쿠조 호리카와 저택에 있는 요시쓰네의 모습을 찾도록 가지와라노 가게토키의 적남 가게스에(景季)를 보내어 일찍이 요시나카를 따랐던 숙부 유키이에 추토를 요청했지만, 요시쓰네는 바짝 야윈 몸으로 나타나서 자신의 병, 그리고 유키이에가 같은 겐지임을 들어 그것을 거절했다.

### 모반
10월, 요시쓰네의 병은 핑계이며, 이미 그가 유키이에와 내통하고 있다고 판단한 요리토모는 요시쓰네 토벌을 결정하고 게닌(家人)인 도사보노 쇼슌(土佐坊昌俊)을 교토에 보냈다. 10월 17일, 토사보 등 60여 기가 교토의 요시쓰네 저택을 야습(호리카와야토堀川夜討)하지만, 스스로 문을 나와서 응전하는 요시쓰네에 유키이에가 가세하여 전투는 습격한 측의 패배로 끝났다. 붙잡힌 쇼슌으로부터 이 야습이 요리토모의 명임을 알게 된 요시쓰네는 쇼슌을 죽이고 유키이에와 함께 교토에서 요리토모 타도의 기치를 들었다. 그들은 고시라카와 법황에게 다시 주상하여, 10월 18일에 요리토모 추토의 인센을 얻었지만, 요리토모가 아버지 요시토모를 공양하는 법요를 24일 열면서 가신을 모은 적도 있었으므로 요시쓰네에게 찬동하는 세력은 적었다. 교토 주변의 무사들도 요시쓰네에게 가담하기는커녕 거꾸로 적대시하는 사람까지 나왔다. 또한 이후 법황이 요시쓰네 추토의 인센을 내면서 요시쓰네는 더욱 궁지에 빠졌다.
29일에 요리토모가 직접 군을 이끌고 요시쓰네 추토에 나서자, 요시쓰네는 서쪽에서 체제를 정비하기 위해 규슈행을 꾀했다. 11월 1일에 요리토모가 스루가 국의 기세 강에 이르렀고, 11월 3일 요시쓰네 등은 규슈의 오가타(緒方) 집안을 의지해, 3백 기를 이끌고 교토를 떠났다. 도중에 셋쓰 겐지의 다다 유키쓰나(多田行綱) 등의 습격을 받아 이를 격퇴하기도 했다. 6일에 일행은 셋쓰 국 오오모노우라(효고 현 아마가사키시)에서 선단을 짜서 규슈로 가려 했지만, 도중에 폭풍으로 난파하는 바람에 주종은 흩어지고 셋쓰로 밀려와 버렸다. 이로써 요시쓰네가 규슈로 가는 것은 불가능해졌다. 11월 7일에는 요시쓰네가 가지고 있던 관직을 모두 박탈당했다. 11월 25일에는 요시쓰네와 유키이에를 잡아들이라는 인센이 여러 쿠니마다 내려졌다. 여기서 그치지 않고 요리토모는 12월, 앞서 요리토모 추토의 선지를 작성했던 자나 친요시쓰네파 구교들을 해임하게 하고, 요시쓰네 등의 추포를 위해 여러 구니에 슈고(守護)와 지토(持頭)의 설치를 요구했고, 요시쓰네 대신 요리토모의 대관으로서 교토에 들어온 호조 도키마사를 통한 조정 사이의 교섭 끝에, 설치를 인정받는데 성공한다.
요시쓰네는 그의 가신들이나 애첩인 시라뵤시(白拍子) 시즈카 고젠(靜御前)과 함께 요시노에 몸을 숨겼지만, 여기에서도 추토를 받고 시즈카 고젠은 붙잡혔다. 도망친 요시쓰네는 반카마쿠라파 귀족이나 지샤의 도움으로 교토 주변에 숨기도 했지만, 이듬해(1186년) 5월에 이즈미 국에서 숙부 유키이에가 가마쿠라측에 피살되고 각지에 잠복해 있던 가신들도 차례대로 발각되어 살해된다. 그러한 가운데, 요시쓰네의 이름이 요시쓰네에서 요시유키(義行)로 개명되었다가(《교쿠요》 5월 10일조) 다시 요시카타(義顯)로 개명당하고 있는데(동서 11월 24일조) 모두가 요리토모의 의향에 의한 것으로 조정 측에서의 소식일 뿐, 요시쓰네 본인이 이를 인지하고 있었는가에 대해서는 알 수 없다. 그리고 인이나 귀족들이 요시쓰네를 일부러 놓아주는 것이 아닌가 의심한 요리토모는 동년 11월에 "교토측에서 요시쓰네 편을 들겠다면 대군을 보낼 것"이라며 협박하기도 했다.
교토에서 더 발붙일 곳이 없게 된 요시쓰네는 가신들과 함께 다시 한 번 오슈에 몸을 의탁한다. 《아즈마카가미》 분지 3년(1187년) 2월 10일의 기록에 보면 요시쓰네는 추포망을 뚫고 이세ㆍ미노를 지나 오슈로 향했는데, 일행은 도다이사 재건을 위한 권진 일행으로 변장하고서 정실 사토 고젠과 딸을 데리고 히라이즈미에 숨었다고 한다.

### 최후
후지와라노 히데히라는 간토 서쪽을 제패한 요리토모의 세력이 오슈에까지 미치는 것을 경계하여, 요시쓰네를 장군으로 세우고 가마쿠라에 대항하려 했지만, 분지 3년(1187년) 10월 29일 병으로 숨을 거둔다. 히데히라가 죽은 뒤 요리토모는 그의 아들 후지와라노 야스히라에게 요시쓰네를 잡아들일 것을 조정을 통해 강하게 압력을 가했다. 한편 요시쓰네는 분지 4년(1188년) 2월에 데와국에 나타나 가마쿠라측과 전투를 벌이고, 이듬해(1189년) 1월에는 교토로 돌아오려는 의지를 담은 요시쓰네의 편지를 가진 히에이 산의 승려가 붙잡히는 등 여러 모로 재기를 도모하고 있었다.
하지만 야스히라는 세 번에 걸친 가마쿠라의 압박에 굴복해, '요시쓰네의 지시를 따르라'고 했던 아버지의 유언을 어기고 윤4월 30일, 5백 기의 병사로 요시쓰네 주종이 있던 후지와라노 모토나리의 고로모가와노타치(衣川館)를 습격했다. 이때 요시쓰네 주종은 모두 10여 기에 지나지 않았다. 요시쓰네의 노토들은 차례차례 죽임을 당했고, 포위당한 요시쓰네는 일체의 싸움도 하지 않은 채 지불당에 들어가 부인 사토 고젠과 그 딸(당시 네 살)을 죽인 뒤, 스스로 목숨을 끊었다. 그때 나이 31세였다. 또한 요시쓰네의 가신이었던 무사시보 벤케이는 온몸에 화살을 맞으면서도 끝까지 요시쓰네를 지키다 선 채로 죽었다는 전설도 생겨났다.

### 사후
요시쓰네의 목은 술에 담가져 흑칠된 함에 넣어, 닛타 다카히라(新田高平)에 의해 43일 뒤에 가마쿠라로 보내졌다. 분지 5년(1189년) 6월 13일에 와다 요시모리(和田義盛)와 가지와라노 가게토키 등에 의해 고시고에의 바다 위에서 검증이 이루어져 요시쓰네의 목이 틀림없음이 확인되었다고 한다.
전승에는 그 뒤 목은 후지사와에 묻혀 그곳에 시라하타 신사에서 모시게 되었으며, 몸은 구리하라시 구리고마노누마쿠라(栗駒沼倉)의 한간모리(判官森)에 묻혔다고 하며, 그가 최후를 거둔 오슈 고로모가와구의 운제지(雲際寺)에는 요시쓰네 일가가 자해한 직후 그 시신이 처음 안치되었다 하여 요시쓰네 부부의 위패가 안치되었는데, 지난 2008년 8월 6일에 화재로 소실되었다.

## 전설
비극적 영웅 요시쓰네의 생애는 사람들의 동정을 불러 일으켰고 일본에서는 이러한 심리를 가리키는 용어인 판관비희(일본어: 判官贔屓 호우간비이키[*])가 등장하게 되었다. 또한 영웅으로 묘사된 요시쓰네의 생애는 가공의 이야기나 전설이 차례차례로 부가되면서 사실과는 크게 동떨어진 요시쓰네상(像)이 형성되었다.
요시쓰네와 관련된 전설 중에서 가장 유명한 전설로는 고조 대교에서 무사시보 벤케이와 만났다는 전설, 음양사 기이치 호겐의 딸을 통해 전가의 병서인 《육도》와 《삼략》을 훔쳐서 배웠다는 전설, 기누가와 전투 때 벤케이를 선 채로 죽였다는 전설 등이 있다. 이러한 전설들은 요시쓰네 사후 200년 후인 무로마치 시대 초기 무렵에 지어진 《기케이키(義經記)》를 통해서 세상에 전해지게 된다. 특히 《육도》 중에서 〈호권(虎巻)〉을 배운 요시쓰네가 지쇼·주에이의 난을 승리로 이끌었다는 전설이 전해진 이후부터 일본에서는 성공을 위한 필독서를 도라노마키(일본어: 虎の巻)라고 부르게 되었다.

## 요시쓰네-칭기즈 칸 설
요시쓰네가 에조치를 통해 대륙을 건너 칭기즈 칸이 되었다는 전설(ja:義経=ジンギスカン説)이 있다.

### 불사설과 북행설
호간비키(약자를 동정하는 심리)는 훗날 요시쓰네가 오슈 방향으로 북쪽으로 도주했다는 불사설과 북행설을 낳았는데 이러한 전설의 원형은 무로마치 시대에 지어진 단편 소설인 《오토기조시》 설화로 추정된다. 이 설화는 요리토모 거병 이전 당시에 청년 시대였던 요시쓰네가 당시 오시마(渡島)라고 불리던 홋카이도로 건너가서 괴이한 일을 겪는다는 내용을 담고 있다. 이러한 설화는 훗날 일본에서 에조치(홋카이도)의 아이누에 대한 지식이 늘어나면서 기누가와로 피난을 간 요시쓰네가 에조치로 건너가서 아이누의 왕이 되었다는 전설로 바뀌게 된다.

## 대중 문화
비극적 영웅 미나모토 요시쓰네는 많은 일본인들의 사랑을 받고 있는 만큼 대하드라마를 포함한 다양한 작품 속의 유명 인물로도 자주 등장한다.

### 게임
- 무쌍오로치

## 사진

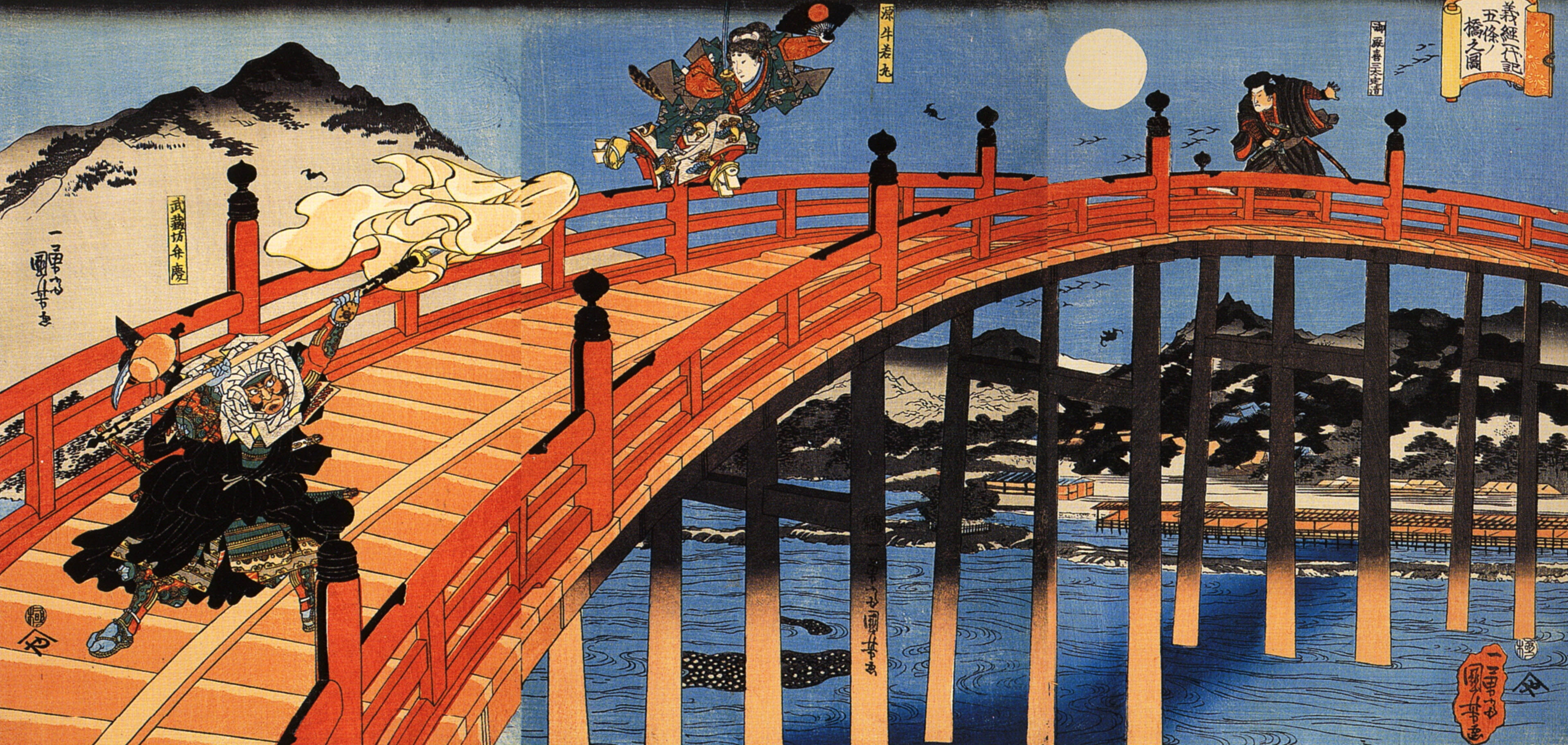
칼 도둑으로 악명을 떨치던 무사시보 벤케이와의 첫 만남.
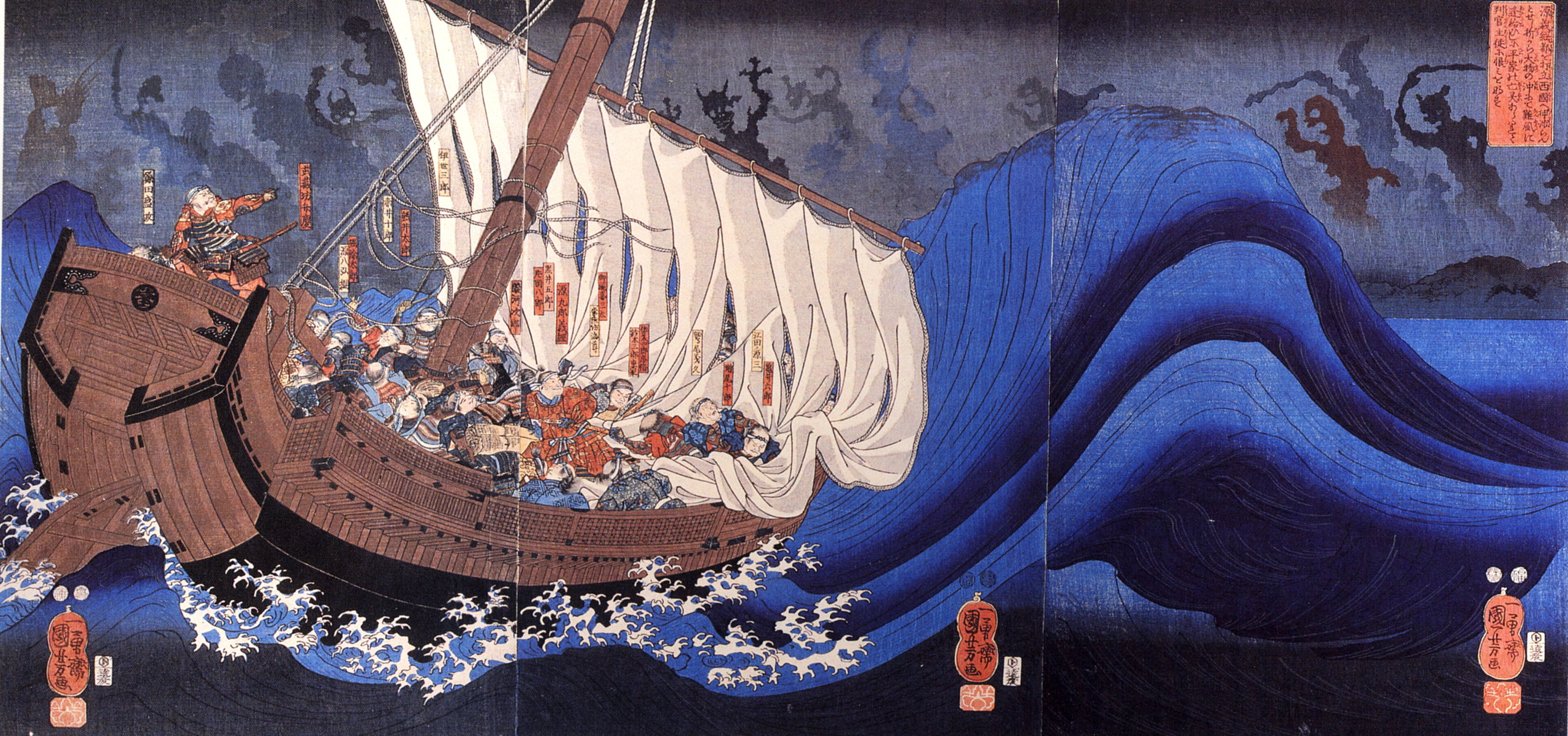
항해 중에 만난 다이라 씨의 원령들을 퇴치.

## 같이 보기
- 무사시보 벤케이
- 세이와 겐지